# Dürrenbüchig
Dürrenbüchig  ist seit 1972 ein Stadtteil der Großen Kreisstadt Bretten in Baden-Württemberg mit rund 581 Einwohnern und liegt auf einer Höhe von 210 m ü. NN.

## Geschichte
Erstmals urkundlich erwähnt wurde Dürrenbüchig im Jahre 1335 unter dem Namen "Minoris Buch".
Ab dem Jahr 1703 galt Dürrenbüchig als eigenständige Gemeinde. 1972 wurde Dürrenbüchig neben acht anderen vormals eigenständigen Gemeinden in die Stadt Bretten eingemeindet. Heute besitzt diese inklusive Kernstadt zehn Stadtteile.

## Wirtschaft und Infrastruktur
Verkehrstechnisch ist Dürrenbüchig über die gleichnamige Haltestelle an die Linie S4 der Stadtbahn Karlsruhe angebunden. Jene verkehrt in Richtung Karlsruhe bzw. Heilbronn. Zudem führt die Bundesstraße B 293 an Dürrenbüchig vorbei.
Die Wirtschaft im Ort beruht lediglich auf einigen kleineren Handwerker- und Dienstleistungsbetrieben. Hinzu kommen zwei vollerwerbstätige Landwirte. Industrie existiert nicht.
Dürrenbüchig verfügt über eine evangelische Kirche, einen Friedhof, einen Kindergarten, ein Rathaus mit Ortsverwaltung und einen Sportplatz samt Vereinsheim. Zudem bieten eine Teichanlage und ein Grillplatz Raum zur Erholung.